# تل السويحات
تل السويحات هو موقع أثري كبير يُطل على لنهر الفرات، ويقع على الضفة الشرقية لبحيرة سد الفرات عند الخط الإداري الفاصل بين محافظة الرقة ومحافظة حلب في شمال سوريا، ويبعد قرابة 95 كم شمال شرق مدينة حلب، كما يبعد نحو 60 كم جنوب كركميش. وعلى الجانب الآخر من النهر مباشرةً يقع موقع الوركاء على جبل العرودة وموقع تل الحديدي الذي يعود تاريخه للعصر البرونزي.

## التاريخ
يُعدّ موقع تل السويحات جزءًا من منطقة بلاد ما بين النهرين، ويقع في بيئة هامشية جداً للزراعة كانت في العصور القديمة مدينة مزدهرة. ويعود تاريخ منطقة تل السويحات إلى العصر البرونزي المبكر وبداية العصر البرونزي الأوسط في الفترة ما بين عامي 3100-1900 قبل الميلاد. يمتد الموقع على مساحة تناهز 45 هكتارًا ويتكون من تلة مركزية عالية ترتفع نحو 15 مترًا فوق السهل المحيط بها، وتلة منخفضة واسعة تحيط بها بقايا سور ترابي. تعرضت المنطقة للتدمير بفعل النيران في عهد إمبراطورية أور الثالثة في نهاية الألفية الثانية قبل الميلاد، وظلت مهجورة حتى العصر الهلنستي.

## الحفريات والمكتشفات الأثرية
تشتهر منطقة تل السويحات بقلاعها وتحصيناتها السليمة التي تعود إلى منتصف وأواخر الألفية الثالثة قبل الميلاد ومعبدها الذي يعود إلى أواخر الألفية الثالثة والذي يقع على قمة التل المرتفع. في عام 1993، اكتشف حملة تنقيب عن الآثار جاءت من بنسلفانيا مقبرة كبيرة تحتوي على عمود وغرفة في التل المنخفض، ويعود تاريخها إلى منتصف الألفية الثالثة قبل الميلاد. تُعتبر منطقة تل السويحات نموذجًا كلاسيكيًّا للكرانزوغل أو التلال التاجية، وهو شكل من أشكال التلال التي تعود للعصر البرونزي في شمال غرب بلاد ما بين النهرين وتتكون من تل مرتفع محاط بتلة دائرية منخفضة. قاد توماس هولاند في الفترة ما بين عامي 1973-1975 حملة للتنقيب في منطقة تل السويحات لصالح متحف أشموليان بجامعة أكسفورد كجزء من مشروع إنقاذ البقايا الأثرية في المنطقة المحيطة بسد الطبقة، والذي بدأ لإنقاذ المواقع المهددة للغرق أسفل بحيرة السد المعروفة باسم بحيرة الأسد، والواقعة خلف سد الطبقة المقام على نهر الفرات بالقرب من مدينة الطبقة. وفي عام 1989 قاد هولاند حفريات أخرى في المنطقة لصالح المعهد الشرقي في شيكاغو بالتعاون مع ريتشارد زيتلر من متحف جامعة بنسلفانيا، واستمرت الحفريات في الموقع في الفترة ما بين عامي 1989 و1991. قام المعهد الشرقي بالتنقيب في موقع تل السويحات مرة أخرى في عام 1992 ثم أوقف عمليات التنقيب في الموقع. ثم قاد ريتشارد زيتلر عدة حفريات في الموقع لصاللح متحف جامعة بنسلفانيا في أعوام 1993 و1995 و1998 و2000 و2001 و2005 و2007. وفي عام 2008، عثرت أجرت البعثة الوطنية الطارئة للتنقيب الأثري حفريات في موقع تل السويحات وعُثر خلالها في مدافن تقع بالقرب من التل على 175 قطعة أثرية تعود للألفية الثالثة قبل الميلاد، وتتضمن أساور وخواتم برونزية ونمنم وخرز ودمى برونزية وأوانٍ فخارية ومخارز ومكاشط وقطع عظمية نقشت عليها رسومات وكتابات مختلفة ونصال سكاكين وسهام ورماح. كانت آخر عمليات التنقيب التي أجريت في موقع تل السويحات في عام 2010، بقيادة مايكل د. دانتي من قسم علم الآثار في جامعة بوسطن. ومن بين المُكتشافات التي عُثر عليها في الموقع ثلاثة مقابر يعود تاريخها للعصر البرونزي المبكر، كانت لا تزال بحالتها ولم يتعرض أحدها للسرقة. تُشير المُكتشفات والأدلة التي عُثر عليها في موقع تل السويحات إلى ممارسة أنشطة الزراعة والرعي والتجارة في المنطقة بالإضافة إلى الصيد البري.
خمن عالم الأثار ريتشارد زيتلر أن موقع تل السويحات من المُحتمل أنه يخفي بين طبقاته أطلال مدينة بورمان التاريخية التي ورد ذكرها ضمن أرشيف مملكة ماري، وتشير المصادر التاريخية إلى أنها كانت واحدة من عواصم المنطقة خلال العصر البرونزي، ومع هذا لم يتم العثور حتى الآن على أي دليل يؤيد هذا التخمين أو يشير إلى موقع مدينة بورمان التاريخية بشكل قاطع.